# Acris crepitans
Acris crepitans é uma espécie de anfíbio anuros da família Hylidae. É considerada espécie pouco preocupante pela Lista Vermelha da UICN. Está presente em Estados Unidos.